# 谷村謙介
谷村 謙介 （たにむら けんすけ）は、東海テレビ放送のアナウンサー。

## 経歴
- 香川県高松市出身[1]。
- 兵庫県立神戸高等学校、九州大学共創学部 卒業[2]後、2024年4月にアナウンサーとして、東海テレビ放送へ入社した。入社後は、報道・情報系の番組を主に担当している[1]。
- 2024年10月5日より、同年9月で降板・退社した森夏美に代わりちゃーじ2代目MCに就任した[3]。

## 人物
- 趣味は魚さばき、特技はモノマネ[1]。

## 出演

### 出演番組
- ちゃーじ（2024年10月5日 - ） - 2代目MC
- スイッチ! (これありッ!)『金のごちそう』
- FNN東海テレニュース
- FNNニュースONE
- 中日新聞テレビ日曜夕刊
- 「What's名古屋港」